# Forever (serie de televisión)
Forever es una serie de televisión estadounidense creada por Matt Miller, fue transmitida por ABC. Se estrenó el 22 de septiembre de 2014. Fue cancelada el 8 de mayo de 2015.
En España fue estrenada por AXN el 27 de octubre de 2014. En abierto por Antena 3 y posteriormente repuesta en Nova en enero de 2018 y en Neox en otoño de 2022.

## Argumento
Al morir, su cuerpo se desvanece y resurge en el agua. Sin posibilidad de envejecer, Henry se ha acostumbrado a su condición y actualmente vive y trabaja en la ciudad de Nueva York como médico forense del departamento de Policía, trabajo en el que destaca por todos los conocimientos que ha acumulado en su larga vida. A medida que avanza la serie se presentan varios casos de asesinato que en un punto parecen imposibles, pero Henry con sus conocimientos y habilidades, junto con la ayuda de otros personajes (Jo, Lucas, Abe, etc.) logra resolverlos. Paralelamente, se muestran secuencias del pasado de Henry que destacan dificultades y situaciones acontecidas en sus dos siglos de vida. Ahora un hombre se presenta y afirma tener su misma condición, excepto por una pequeña diferencia: ha vivido por más de 2000 años.

## Elenco

### Elenco principal
- Ioan Gruffudd (1973-) como Dr. Henry Morgan: nacido el 19 de septiembre de 1777, Henry es un médico forense de la Policía de Nueva York que estudia las muertes en casos criminales. Su principal objetivo es conocer la naturaleza de su inmortalidad y así encontrar la forma de morir, ya que ha descubierto que después de ver a las personas cercanas a él morir, la inmortalidad es una maldición. Desde su primera muerte, en 1814 cuando le dispararon mientras trabajaba como doctor en un navío de esclavos africanos y lo arrojaron al mar, Morgan desaparece casi inmediatamente cada vez que muere, y vuelve a la vida desnudo en el agua. Sus repetidas muertes le han dado un amplio conocimiento médico sobre la mortalidad humana debido a que él ha experimentado casi toda muerte posible― su condición le ha dado por ejemplo una gran ventaja para identificar un veneno, basándose en cómo lo mata― mientras que en su larga vida ha aprendido mucho sobre la naturaleza humana. También conoce bastante sobre historia, arte, ingeniería, música, química, psicología y criminología entre otras, paradójicamente desconoce la mayoría de hitos socioculturales de la segunda mitad del sigo XX. Ha estado casado al menos dos veces; su primera esposa Nora, con quien se casó antes de volverse inmortal, lo envió a un psiquiátrico porque pensó que sus historias acerca de sus resurrecciones eran una muestra de que se había vuelto loco, y su segunda esposa, Abigail, la segunda persona a la que le cuenta su condición pero la primera que le cree y lo entiende, sin embargo sale de su vida en 1985 por voluntad propia, lo que llevará al protagonista a buscarla durante casi treinta años, detalles todos que se desvelarán en el último episodio de la única temporada. En 1880, Henry fue parte de la investigación sobre Jack el Destripador en Londres dando origen a un capítulo en el que se recrea un asesinato del mítico asesino del siglo XIX. En los años cuarenta, luchó en la Segunda Guerra Mundial y en la batalla de Normandía. Se sabe que antes de ser médico forense fue doctor pero debido a un incidente en el año 1956 que involucró la vida de otro hombre, Henry decidió renunciar a su deber de médico. Posee una conducta refinada y educada, además de poseer unos modales y un acento característicos de Inglaterra del siglo XVIII, su personalidad puede ser agradable, insistente, curioso, un poco solitario, profundo, y muy nostálgico, le cuesta adaptarse a las actitudes del nuevo siglo de ahí su desconocimiento sobre las cuestiones actuales rozando la inocencia, su carácter y actitud se asemejan a las de Sherlock Holmes haciendo deducciones muy metódicas y precisas con simplemente un vistazo, aunque su carácter de otra época lo llevaría a hacer comentarios inapropiados aunque sin intención.

- Alana de la Garza (1976-) como Jo Martínez: Es una detective del Departamento de Policía de Nueva York en el departamento de homicidios, es viuda ya que su esposo había muerto hace año y medio. En el transcurso de la serie se muestra que es mujer de carácter fuerte, decidida, insistente, un poco estricta pero leal, muestra interés en Henry desde que empezó a investigarlo puesto que debió haber muerto en el subterráneo de Nueva York. Apoya a Henry en algunas de sus peticiones y acciones poco ortodoxas para resolver los casos, muestra cierta admiración y curiosidad por Henry después de conocerlo, un ejemplo es cuando le dice «se necesitarían diez vidas para saber tanto como tú», a lo que Henry responde. «O solamente una vida muy larga». A medida que avanza la serie, la detective se va apegando cada vez más a Henry, llegando a ser muy cercana a él. Es una de las pocas personas con las que Henry se lleva realmente bien llegando a contarle varias partes de su vida (aunque sin mencionarle las fechas en que ocurrieron).

- Judd Hirsch (1935-) como Abraham Abe Morgan: es el mejor amigo y confidente de Henry, actualmente tiene 70 años. Es su hijo adoptivo desde 1944.

- Lorraine Toussaint (1960-) como la teniente Joanna Reece. Está a cargo del Departamento de Policía de Nueva York, es una mujer autoritaria, normalmente se muestra en contra de las acciones de Henry pues este o las hace sin su consentimiento o ponen en vergüenza al departamento.

- Joel David Moore (1977-) como Lucas Wahl: es el ayudante de Henry en el departamento forense desde hace tres años, lo admira debido a sus habilidades en el campo de la medicina, siente un gran respeto por sus habilidades, casi temor debido a que, según él, «es casi como si pudiera hablar con los muertos y entenderlos». Tiene un carácter nervioso, torpe e hiperactivo, lo que lo sitúa en situaciones incómodas siendo él una fuente de momentos humorísticos en la serie.

- Donnie Keshawarz (1969-), como el detective Mike Hanson.

### Elenco recurrente
- MacKenzie Mauzy (1988-) como Abigail Morgan, la esposa de Henry.
- Burn Gorman (1974-) como Adam.

## Episodios
ANTENA 3 
| Temporada | Temporada | Episodios | Estreno             | Final                   | Audiencia media | Audiencia media | Audiencia media |
| Temporada | Temporada | Episodios | Estreno             | Final                   | Espectadores    | Cuota           |                 |
| --------- | --------- | --------- | ------------------- | ----------------------- | --------------- | --------------- | --------------- |
|           | 1         | 22        | 15 de julio de 2015 | 3 de septiembre de 2015 | 1 643 000       | 15,7%           |                 |

### ABC
|  | 1 | 22 | 22 de septiembre de 2014 | 5 de mayo de 2015 | 4 734 000 |

### Primera temporada (2014-2015)
| Nº (serie) | Título                                                             | Fecha de emisión (Estados Unidos) | Audiencia (Estados Unidos)(en millones) | Fecha de emisión (Antena 3) | Audiencia (Antena 3) |
| ---------- | ------------------------------------------------------------------ | --------------------------------- | --------------------------------------- | --------------------------- | -------------------- |
| 1          | "Pilot" Piloto                                                     | 22 de septiembre de 2014          | 8.59                                    | 15 de julio de 2015         | 2 316 000 (15,6%)    |
| 2          | "Look Before You Leap" Mirar antes de saltar                       | 23 de septiembre de 2014          | 6.85                                    | 15 de julio de 2015         | 2 081 000 (16,8%)    |
| 3          | "Fountain of Youth" La fuente de la juventud                       | 30 de septiembre de 2014          | 5.69                                    | 15 de julio de 2015         | 1 549 000 (20,4%)    |
| 4          | "The Art of Murder"                                                | 7 de octubre de 2014              | 5.17                                    | 22 de julio de 2015         | 2 085 000 (14,5%)    |
| 5          | "The Pugilist Break"                                               | 14 de octubre de 2014             | 4.81                                    | 22 de julio de 2015         | 1 852 000 (15,7%)    |
| 6          | "The Frustrating Thing About Psychopaths"                          | 21 de octubre de 2014             | 4.95                                    | 22 de julio de 2015         | 1 385 000 (18,4%)    |
| 7          | "Steve Shill"                                                      | 28 de octubre de 2014             | 4.95                                    | 29 de julio de 2015         | 1 818 000 (13,1%)    |
| 8          | "The Ecstasy of Agony"                                             | 11 de noviembre de 2014           | 4.23                                    | 29 de julio de 2015         | 1 644 000 (14,1%)    |
| 9          | "6 A.M." 6 A.M.                                                    | 18 de noviembre de 2014           | 4.43                                    | 29 de julio de 2015         | 1 265 000 (17,1%)    |
| 10         | "The Man in the Killer Suit" El hombre vestido de asesino          | 2 de diciembre de 2014            | 5.17                                    | 12 de agosto de 2015        | 1 655 000 (12,9%)    |
| 11         | "Skinny Dipper" El bañista nudista                                 | 9 de diciembre de 2014            | 5.20                                    | 12 de agosto de 2015        | 1 407 000 (12,8%)    |
| 12         | "The Wolves of Deep Brooklyn" Los lobos del Brooklyn profundo      | 6 de enero de 2015                | 4.93                                    | 12 de agosto de 2015        | 1 077 000 (14,2%)    |
| 13         | "Diamonds Are Forever" Un diamante es para siempre                 | 13 de enero de 2015               | 4.75                                    | 19 de agosto de 2015        | 1 677 000 (12,9%)    |
| 14         | "Hitler on the Half-Shell" Hitler en la concha                     | 3 de febrero de 2015              | 4.39                                    | 19 de agosto de 2015        | 1 592 000 (14,4%)    |
| 15         | "The King of Columbus Circle" El rey de Columbus Circle            | 10 de febrero de 2015             | 4.62                                    | 19 de agosto de 2015        | 1 254 000 (17,0%)    |
| 16         | "Memories of Murder" Recuerdos de un asesinato                     | 24 de febrero de 2015             | 4.66                                    | 26 de agosto de 2015        | 1 908 000 (14,0%)    |
| 17         | "Social Engineering" Ingeniería social                             | 3 de marzo de 2015                | 4.40                                    | 26 de agosto de 2015        | 1 621 000 (14,6%)    |
| 18         | "Dead Men Tell Long Tales" Los cadáveres cuentan grandes historias | 24 de marzo de 2015               | 4.42                                    | 26 de agosto de 2015        | 1 199 000 (17,4%)    |
| 19         | "Punk is Dead" El punk ha muerto                                   | 31 de marzo de 2015               | 4.66                                    | 2 de septiembre de 2015     | 2 187 000 (13,3%)    |
| 20         | "Best Foot Forward"                                                | 7 de abril de 2015                | 4.06                                    | 2 de septiembre de 2015     | 1 810 000 (13,6%)    |
| 21         | "The Night in Question"                                            | 21 de abril de 2015               | 4.04                                    | 2 de septiembre de 2015     | 1 569 000 (19,3%)    |
| 22         | "The Last Death of Henry Morgan"                                   | 5 de mayo de 2015                 | 4.13                                    | 3 de septiembre de 2015     | 1 188 000 (23,2%)    |